# Joe Laporte
Joseph "Joe" Laporte (31 de março de 1907 — 12 de maio de 1983) foi um ciclista canadense. Ele representou o Canadá nos Jogos Olímpicos de Verão de 1924 e de 1928.